# ايمانويل أرواخو
ايمانويل أرواخو (بالبرتغالية: Emanuel Araújo‏) هو كاتب برازيلي، ولد في 24 ديسمبر 1942 في أراكاجو في البرازيل، وتوفي في 15 يوليو 2000.